# Crancey
Crancey ist eine französische Gemeinde mit 697 Einwohnern (Stand 1. Januar 2022) im Département Aube in der Region Grand Est (vor 2016 Champagne-Ardenne); sie gehört zum Arrondissement Nogent-sur-Seine und zum Kanton Romilly-sur-Seine. Die Einwohner werden Cranceyons genannt.

## Geographie
Crancey liegt etwa 39 Kilometer nordwestlich von Troyes an der Seine, die die Gemeinde im Norden begrenzt. Umgeben wird Crancey von den Nachbargemeinden Périgny-la-Rose im Norden, Esclavolles-Lurey im Norden und Nordosten, Conflans-sur-Seine im Nordosten, Saint-Hilaire-sous-Romilly im Osten und Süden sowie Pont-sur-Seine im Westen. 

## Bevölkerungsentwicklung
| Jahr                       | 1962 | 1968 | 1975 | 1982 | 1990 | 1999 | 2006 | 2011 | 2019 |
| Einwohner                  | 528  | 563  | 849  | 928  | 833  | 840  | 817  | 798  | 706  |
| Quellen: Cassini und INSEE |      |      |      |      |      |      |      |      |      |

## Sehenswürdigkeiten
- Kirche Saint-Loup aus dem 12. Jahrhundert

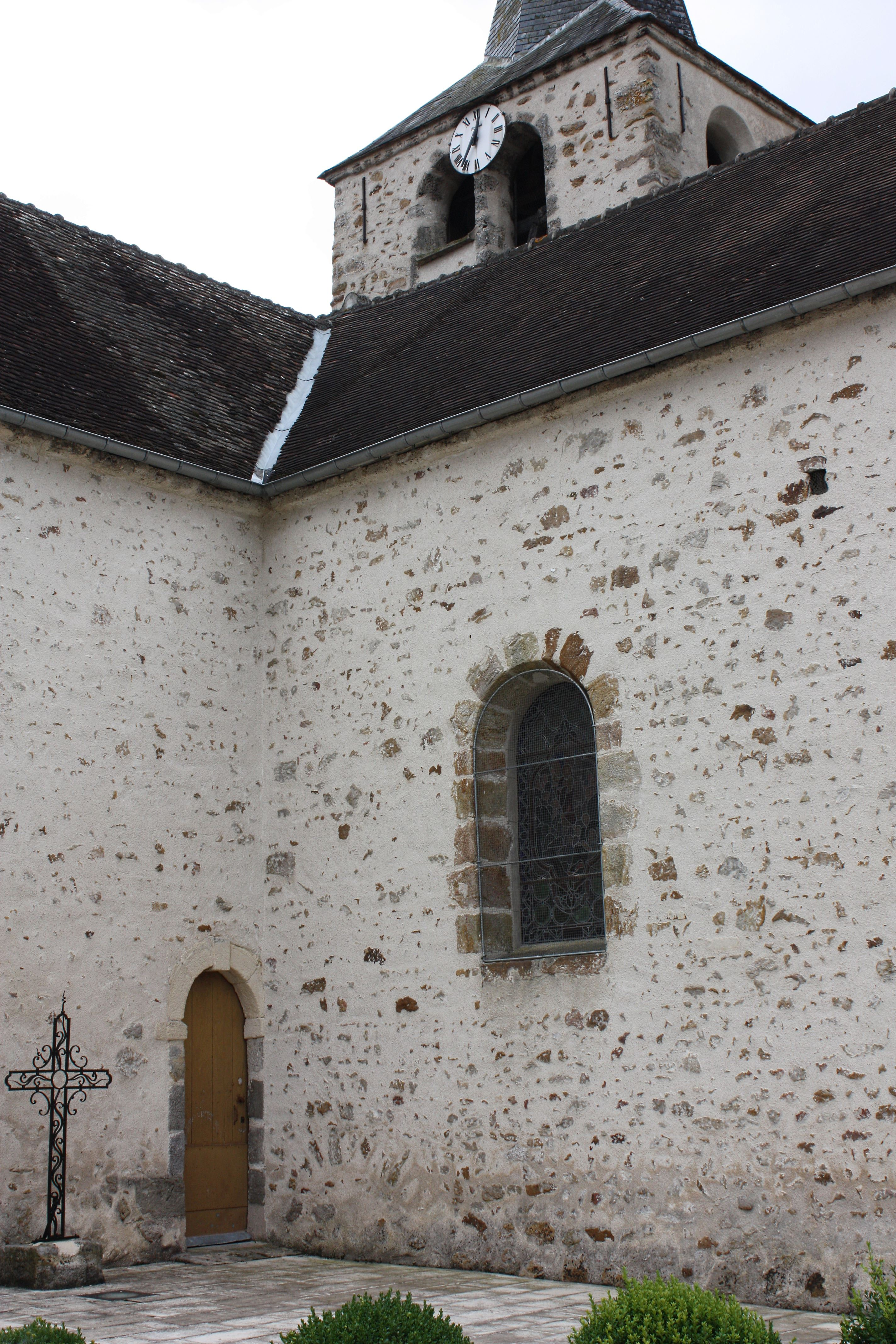
Kirche Saint-Loup